# Кубок Мальти з футболу 2001—2002
Кубок Мальти з футболу 2001—2002 — 64-й розіграш кубкового футбольного турніру на Мальті. Титул вперше здобула Біркіркара.

## Календар
| Раунд        | Дата              | Матчі | Клуби   |
| ------------ | ----------------- | ----- | ------- |
| Перший раунд | 23-30 грудня 2001 | 8     | 20 → 12 |
| Другий раунд | 3-10 квітня 2002  | 4     | 12 → 8  |
| 1/4 фіналу   | 11-12 травня 2002 | 4     | 8 → 4   |
| 1/2 фіналу   | 16-17 травня 2002 | 2     | 4 → 2   |
| Фінал        | 23 травня 2002    | 1     | 2 → 1   |

## Перший раунд
| Команда 1         | Рахунок | Команда 2           |
| ----------------- | ------- | ------------------- |
| 23 грудня 2001    |         |                     |
| П'єта Готспурс    | 2:0     | Шаайра Торнадос (2) |
| Шевкія (Ґозо) (2) | 0:1     | Лія Атлетік         |
| Нашшар Лайонс     | 5:2     | Кормі (2)           |
| Сент-Патрік (2)   | 0:4     | Хамрун Спартанс     |
| 30 грудня 2001    |         |                     |
| Марса             | 6:0     | Бальцан Ютс (2)     |
| Марсашлокк (2)    | 1:3     | Флоріана            |
| Рабат Аякс (2)    | 2:1     | Мкабба (2)          |
| Сент Ендрюс (2)   | 0:5     | Моста (2)           |

## Другий раунд
| Команда 1      | Рахунок | Команда 2       |
| -------------- | ------- | --------------- |
| 3 квітня 2002  |         |                 |
| Рабат Аякс (2) | 0:4     | Марса           |
| Нашшар Лайонс  | 5:1     | Лія Атлетік     |
| 10 квітня 2002 |         |                 |
| Моста (2)      | 1:2     | Хамрун Спартанс |
| П'єта Готспурс | 2:0     | Флоріана        |

## 1/4 фіналу
| Команда 1       | Рахунок | Команда 2       |
| --------------- | ------- | --------------- |
| 11 травня 2002  |         |                 |
| Сліма Вондерерс | 2:1     | П'єта Готспурс  |
| Гіберніанс      | 3:1     | Хамрун Спартанс |
| 12 травня 2002  |         |                 |
| Біркіркара      | 4:0     | Нашшар Лайонс   |
| Марса           | 1:3 дч  | Валетта         |

## 1/2 фіналу
| Команда 1      | Рахунок | Команда 2       |
| -------------- | ------- | --------------- |
| 16 травня 2002 |         |                 |
| Валетта        | 2:5     | Сліма Вондерерс |
| 17 травня 2002 |         |                 |
| Гіберніанс     | 0:1     | Біркіркара      |

## Фінал
| 23 травня 2002 |

| Сліма Вондерерс | 0:1      | Біркіркара     |
| --------------- | -------- | -------------- |
|                 | Протокол | Каласкіоне 45' |

| Національний стадіон, Та-Калі Арбітр: Лоррі Саммут |